# د. بي أوكونيل
د. بي أوكونيل (بالإنجليزية: D. P. O'Connell)‏ هو قانوني وأستاذ جامعي ومحامي نيوزيلندي، ولد في 7 يوليو 1924 في أوكلاند في نيوزيلندا، وتوفي في 8 يونيو 1979 في أكسفورد في المملكة المتحدة.